# Péninsule de Nishisonogi
La péninsule de Nishisonogi (西彼杵半島, Nishisonogi hantō) est une péninsule située dans la préfecture de Nagasaki, sur l'île de Kyūshū, au Japon.

## Géographie
La péninsule de Nishisonogi est une péninsule située dans le Sud-Est de la préfecture de Nagasaki (île de Kyūshū), au Japon. Elle s'étend, entre la mer du Japon à l'ouest et la baie d'Ōmura à l'est, sur environ 40 km du nord au sud et, dans sa plus grande largeur, sur 20 km d'est en ouest. Elle est formée des villes de Saikai (partie Nord), Nagasaki (partie Sud-Ouest), Isahaya et des bourgs de Togitsu et Nagayo.

## Histoire
À l'époque d'Edo (1603 - 1868), après la découverte d'huîtres perlières en baie d'Ōmura, la perliculture est pratiquée dans le domaine d'Ōmura de la province de Hizen,. Le clan Ōmura compte alors des marins qui s'adonnent à la chasse à la baleine depuis l'île des Pins, au large de la côte nord-ouest de la péninsule de Nishisonogi,. Au début du XXIe siècle, l'ostréiculture et l'aquaculture de perles sont des traditions qui se perpétuent en baie de Katagami, une baie secondaire de la baie d'Ōmura, le long de la côte orientale de la péninsule de Nishisonogi,,. Durant l'ère Taishō (1912 - 1926), l'île des Pins et sa voisine Ike-shima deviennent des mines d'où est extraite de la houille sous-marine, L'activité minière cesse en 1934, à la suite d'importantes infiltrations d'eau de mer. En 1955, l'ouverture du pont Saikai, reliant la pointe nord de la péninsule à l'île Hario (en), terre émergée qui sépare la baie d'Ōmura de celle de Sasebo, permet d'établir une liaison routière directe entre Nagasaki et Sasebo.